# Abū Mosheyleysh
Abū Mosheyleysh (persiska: ابو مشیلش) är en ort i Iran.   Den ligger i provinsen Khuzestan, i den västra delen av landet, 600 km sydväst om huvudstaden Teheran. Abū Mosheyleysh ligger 13 meter över havet och antalet invånare är 208.
Terrängen runt Abū Mosheyleysh är mycket platt.Runt Abū Mosheyleysh är det ganska tätbefolkat, med 144 invånare per kvadratkilometer. Närmaste större samhälle är Qajarīyeh-ye Yek, 3,7 km sydväst om Abū Mosheyleysh. Omgivningarna runt Abū Mosheyleysh är i huvudsak ett öppet busklandskap.